# Kamehameha IV
Pour les articles homonymes, voir Kamehameha.
Kamehameha IV (en prononciation hawaïenne : /kəmehəˈmɛhə/), en hawaïen : Alekanetero ʻIolani Kalanikualiholiho Maka o ʻIouli Kūnuiākea o Kūkāʻilimoku, né sous le nom de Alexander Liholiho le 9 février 1834 à Honolulu (Hawaï) où il est mort le 30 novembre 1863, fut le quatrième roi du royaume de Hawaï, du 11 janvier 1855 à sa mort.
Petit-fils du roi Kamehameha Ier par sa mère, la régente Kinau, il est désigné héritier du trône en 1848 par son oncle, le roi Kamehameha III qui n'a pas de descendance légitime. À la mort de ce dernier en 1855, il accède au trône. Dès le départ, il tente de limiter l'influence américaine. À la suite d'un rapprochement entre Hawaï et la Grande Bretagne, lors du règne de Kamehameha IV, les États-Unis menacèrent d'envahir le royaume si ce dernier refuserait de leur accorder l'exclusivité commerciale. Pour contrebalancer cette situation, Kamehameha IV poussa à la création d'alliances avec d'autres puissances étrangères, en particulier avec la Grande-Bretagne et la France.
Monté sur le trône à l'âge de 21 ans, Kamehameha IV était un grand homme souvent décrit comme séduisant. Son épouse, Emma Naea Rooke, était la petite-fille de John Young. Le couple eut un enfant, un fils, Albert Kamehameha, décédé à l'âge de 4 ans laissant présager une future crise de succession.

## Premières années

### Naissance et famille

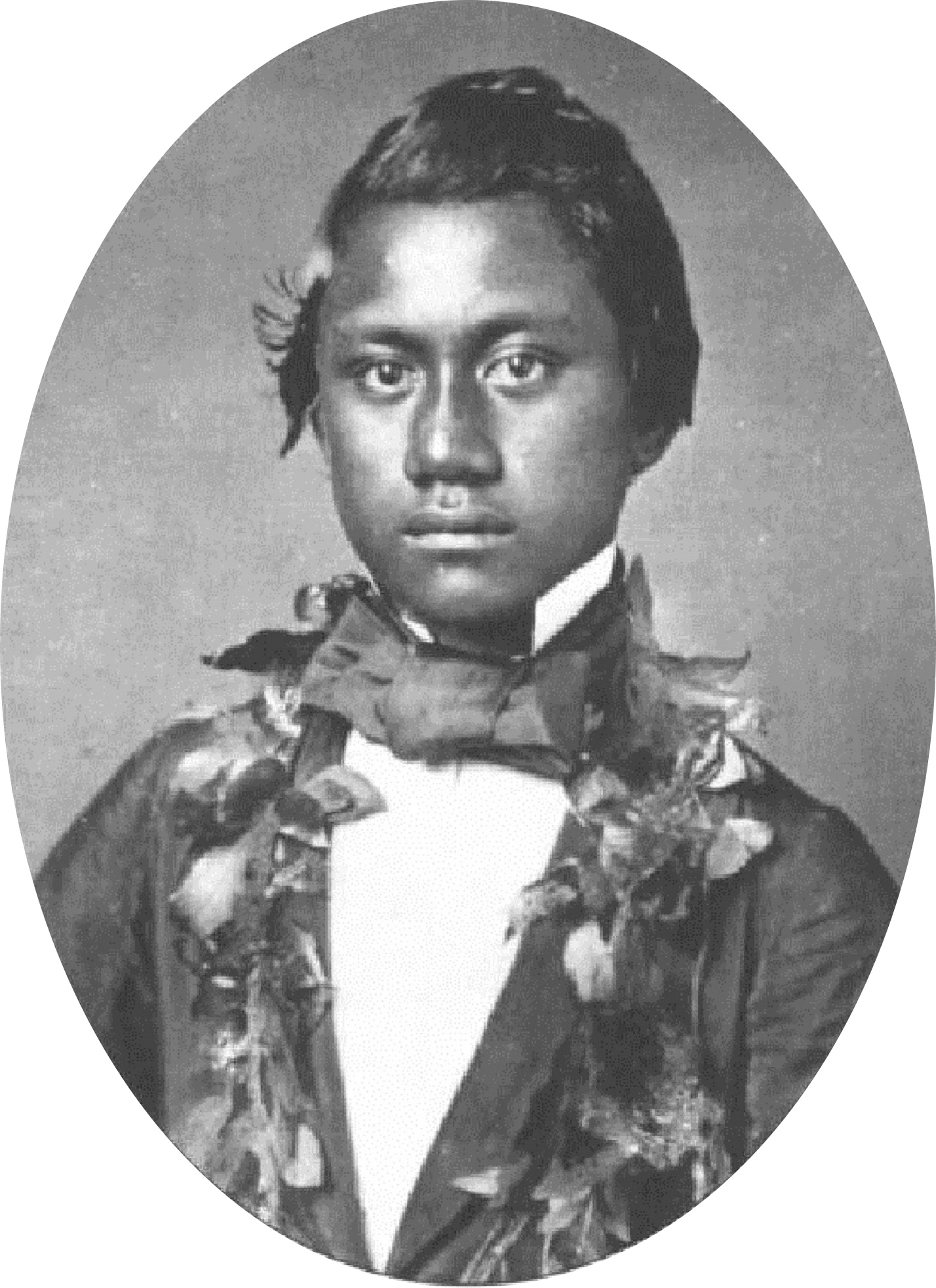
Photographie du jeune prince Alexander Liholiho.

Alexander Liholiho est né le 9 février 1834 à Honolulu sur l'île d'Oahu, là où son père, Mataio Kekūanāoa, était gouverneur. Sa mère était la princesse Elisabeta Kinau, fille de Kamehameha Ier, sœur des rois Kamehameha II et Kamehameha III, et régente du royaume d'Hawaï pendant la minorité de son jeune frère.
Son nom de naissance, 'Iolani, signifie "faucon du ciel", ou "faucon royal".
Alexander est le quatrième et dernier fils du couple, étant ainsi le cadet de trois frères aînés : David Kamehameha, Moses Kekuaiwa et Lot Kapuāiwa. Il a également trois sœurs : les princesses Ruth Keelikolani, Bernice Pauahi et Victoria Kamāmalu.

### Éducation et voyages
Alexander est éduqué par les missionnaires congrégationalistes Amos et Juliette Cooke à l'école des princes à Honolulu. Durant ses années d'études, il apprend à jouer de la flûte et du piano et à apprécier le chant, le jeu et le cricket. À 14 ans, il quitte l'école royale et étudie le droit. L'année suivante, il effectue un voyage gouvernemental en Grande-Bretagne, aux États-Unis et au Panama. Pendant ses voyages, Alexander fait le récit des événements auxquels il assiste dans son journal personnel.
Une mission diplomatique est prévue à la suite de l'attaque de l'amiral de Tromelin en 1849 contre le fort d'Honolulu, résultat des revendications françaises remontant à vingt ans à l'expulsion des missionnaires catholiques. La discorde concernait trois problèmes : les règlements des écoles catholiques, les taxes élevées sur l'eau-de-vie française et l'usage de la langue française dans les transactions avec le consul et les citoyens français. Bien que cette lutte ait duré de nombreuses années, le roi Kamehameha III a finalement envoyé son premier ministre, Gerrit Judd, pour essayer pour la deuxième fois de négocier un traité avec la France. Les conseillers du roi étaient d'avis qu'il valait mieux que ses neveux, Moses Kekuaiwa et Lot Kapuāiwa, bénéficient de la mission diplomatique en cours. Mais l'aîné mourut en 1848 à l'âge de 19 ans. Dans l'ordre dynastique, Lot Kapuāiwa est en bonne position pour devenir le nouvel héritier, mais le roi lui préfère son cadet, Alexander. Avec l'accord du père de ce dernier, Kamehameha III modifie l'ordre de succession et reconnaît officiellement Alexander comme son héritier, supplantant ainsi Lot Kapuāiwa.

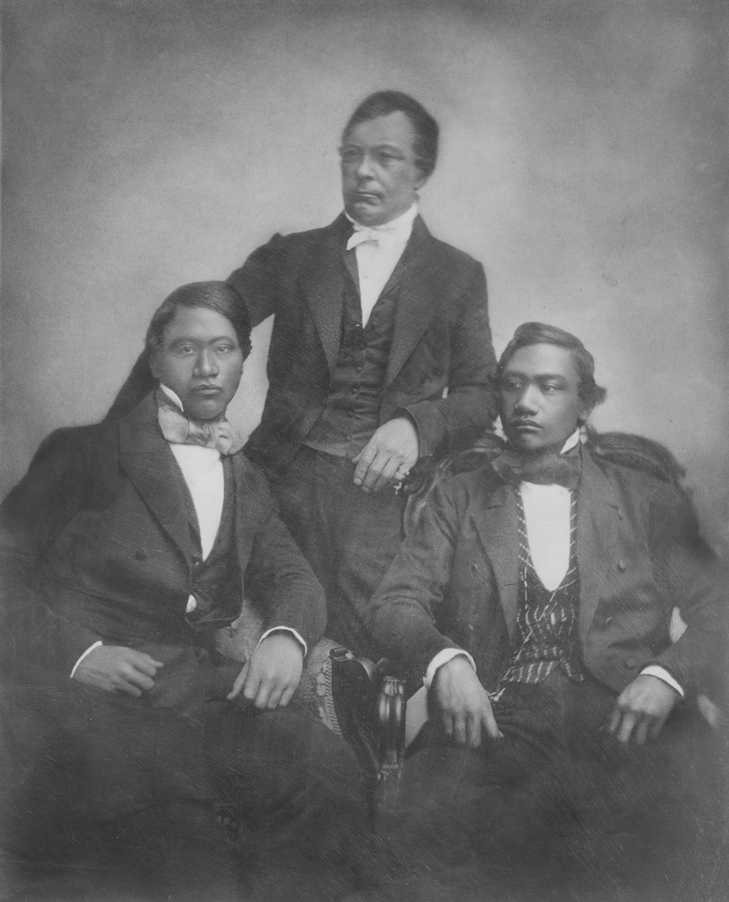
Le Premier ministre Gerrit Judd avec les princes Lot Kapuāiwa et Alexander Liholiho.

Ainsi, la mission diplomatique se prépare avec les deux derniers neveux du roi encore en vie. Sous la supervision de leur nouveau tuteur, le Premier ministre Judd, Alexander et son frère naviguèrent vers San Francisco en septembre 1849. Après leur tournée en Californie, ils continuèrent vers le Panama, la Jamaïque, New York et Washington DC. Ils visitèrent ensuite l'Europe et rencontrèrent divers chefs d'État, dans le but d'obtenir la reconnaissance d'Hawaï en tant que pays indépendant, tels que la reine Victoria et le président Louis-Napoléon Bonaparte (futur Napoléon III). Parlant aussi bien le français que l'anglais, Alexandre a été bien reçu dans la société européenne. À 16 ans, il décrit une réception donnée à son honneur aux Tuileries par Louis-Napoléon. À défaut de négocier un traité avec la France, les deux frères restent pendant trois mois à Paris. Par la suite, Judd et les princes retournèrent en Grande-Bretagne. Ils firent alors la rencontre du prince Albert, du premier ministre Lord Palmerston et de nombreux autres membres de l'aristocratie britannique.
En mai 1850, les princes montent à bord d'un navire en Angleterre et naviguent vers les États-Unis pour un séjour plus long avant de revenir à Hawaï. À Washington DC, ils rencontrèrent le président Zachary Taylor et le vice-président Millard Fillmore. Il a subi personnellement les foudres du racisme américain, surtout lorsqu'il a failli être expulsé de son wagon après avoir été pris pour un esclave. Ces manifestations de préjugés aux États-Unis et les vues puritaines des missionnaires américains ont probablement influencé son point de vue plutôt anti-américain, de concert avec celui du reste de la famille royale.

### Préparation au trône

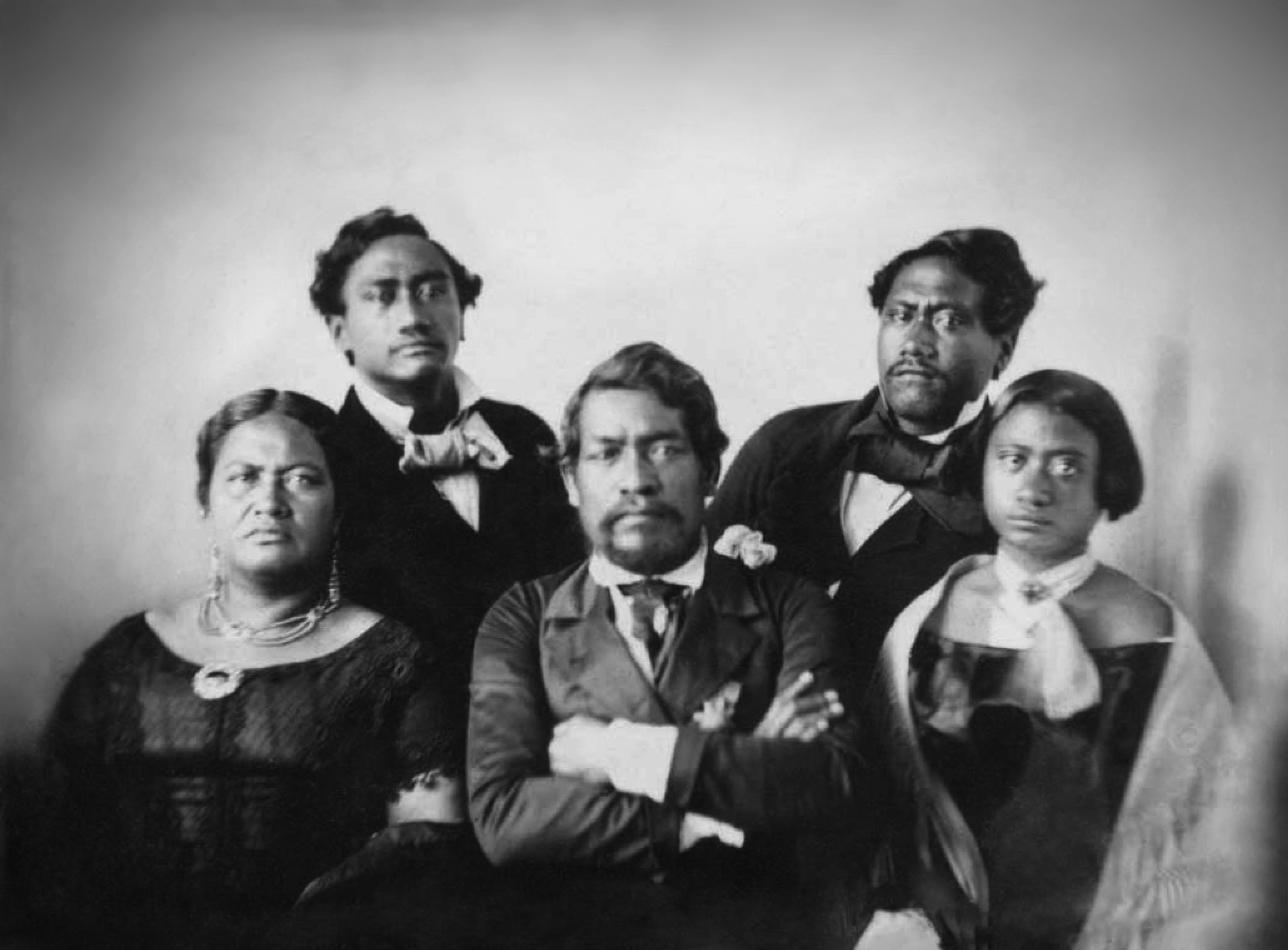
La famille royale : la reine Kalama (à gauche) et son époux le roi Kamehameha III (au centre) avec leurs neveux : Alexander Liholiho (à gauche), Lot Kapuāiwa et Victoria Kamāmalu (à droite).

À son retour, Alexandre est nommé au Conseil privé et à la Chambre des nobles par son oncle Kamehameha III en 1852. Il a eu l'occasion d'acquérir une expérience administrative qu'il emploierait un jour en tant que roi. Au cours de son voyage, il a étudié les langues étrangères et s'est habitué aux normes sociales européennes traditionnelles.
Par la suite, il a assumé les fonctions de lieutenant général et commandant en chef des forces des îles hawaïennes et a commencé à travailler à la réorganisation de l'armée et à l'entretien des forts et des canons délabrés de l'époque du règne de son grand-père Kamehameha Ier. Au cours de cette période, il a nommé de nombreux officiers pour l'assister, notamment son frère Lot Kapuāiwa, son cousin David Kalakaua et John Owen Dominis. Il a également travaillé avec Robert Crichton Wyllie, alors secrétaire à la Guerre et à la Marine et ministre des Affaires étrangères, et ensemble ils ont soutenu la création d'une armée hawaïenne pour protéger les îles des aventuriers californiens et des flibustiers qui, selon la rumeur, envisageaient d'envahir les îles.

## Règne

### Accession au trône

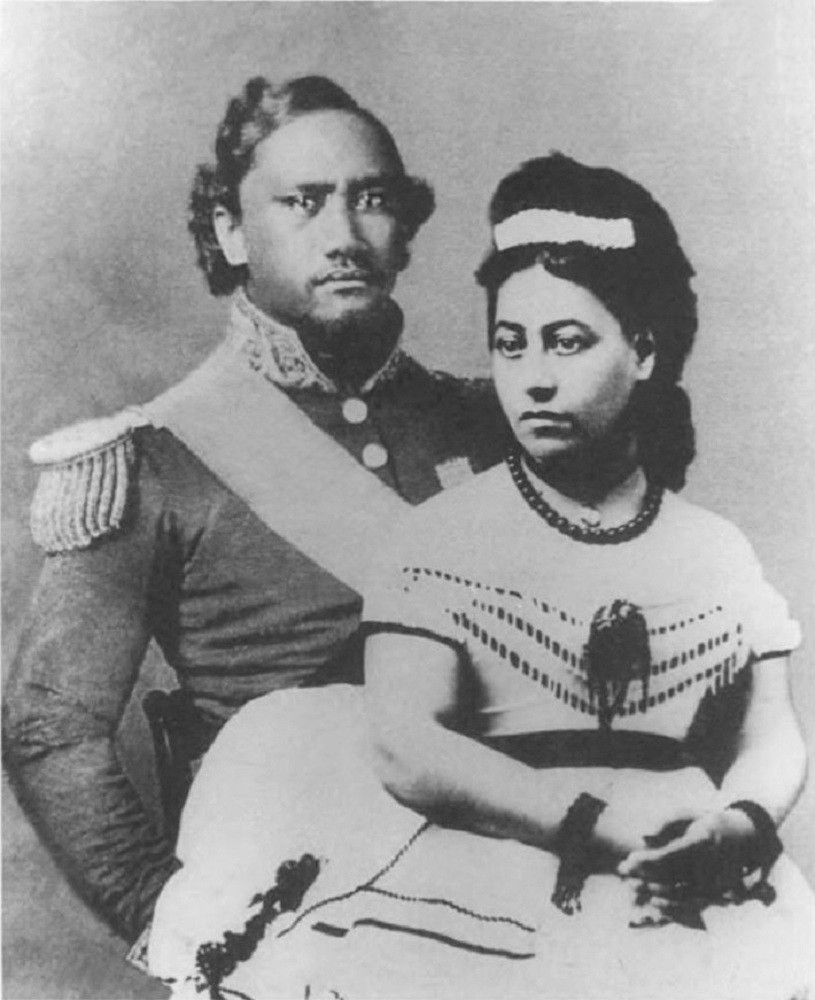
Le roi Kamehameha IV et la reine Emma.

Kamehameha III meurt le 15 décembre 1854. Le 11 janvier 1855, Alexander prête officiellement serment en tant que roi sous le nome de Kamehameha IV, succédant à son oncle alors qu'il n'a qu'à peine 20 ans. Son premier acte en tant que roi est d'arrêter les négociations que son oncle avait entamées avec les États-Unis. Au début de son règne, son conseil des ministres est composé de : Keoni Ana, qui exerce la charge de Premier ministre et de ministre de l'Intérieur, Robert Crichton Wyllie, qui dirige toujours le ministère des Affaires étrangères, Elisha Hunt Allen, qui occupe le rôle de ministre des Finances, et Richard Armstrong, en tant que ministre de l'Éducation. Après la mort de Keoni Ana en 1857, le roi désigne Wyllie comme son nouveau Premier ministre.

### Mariage et descendance
Un an seulement après son accession au trône, Kamehameha IV épousa d'Emma Naea Rooke, qu'il avait rencontrée dans son enfance à l'école royale. Cette dernière est la petite-fille de John Young, l'ancien conseiller royal britannique et compagnon d'armes du roi Kamehameha Ier. Elle est également l'arrière-petite-nièce de ce dernier et la nièce du Premier ministre Keoni Ana. Le mariage fut apparemment heureux, car le roi et la reine partageaient des intérêts communs comme le goût pour l'opéra, la littérature et le théâtre.
Après s'être mariés en 1856, le couple royal donne naissance à son unique enfant le 20 mai 1858, le prince Albert Kamehameha, dont la reine Victoria est la marraine. Mais le jeune prince meurt le 27 août 1862 à l'âge de 4 ans. Le roi pensait qu'il était responsable de la mort du prince parce qu'il lui avait donné une douche froide pour le refroidir. Son état de santé s'est aggravé et le prince est décédé. La cause de la mort du prince est inconnue : à l'époque, on croyait qu'il s'agissait d'une « fièvre cérébrale » ou méningite.

### Caractère du roi

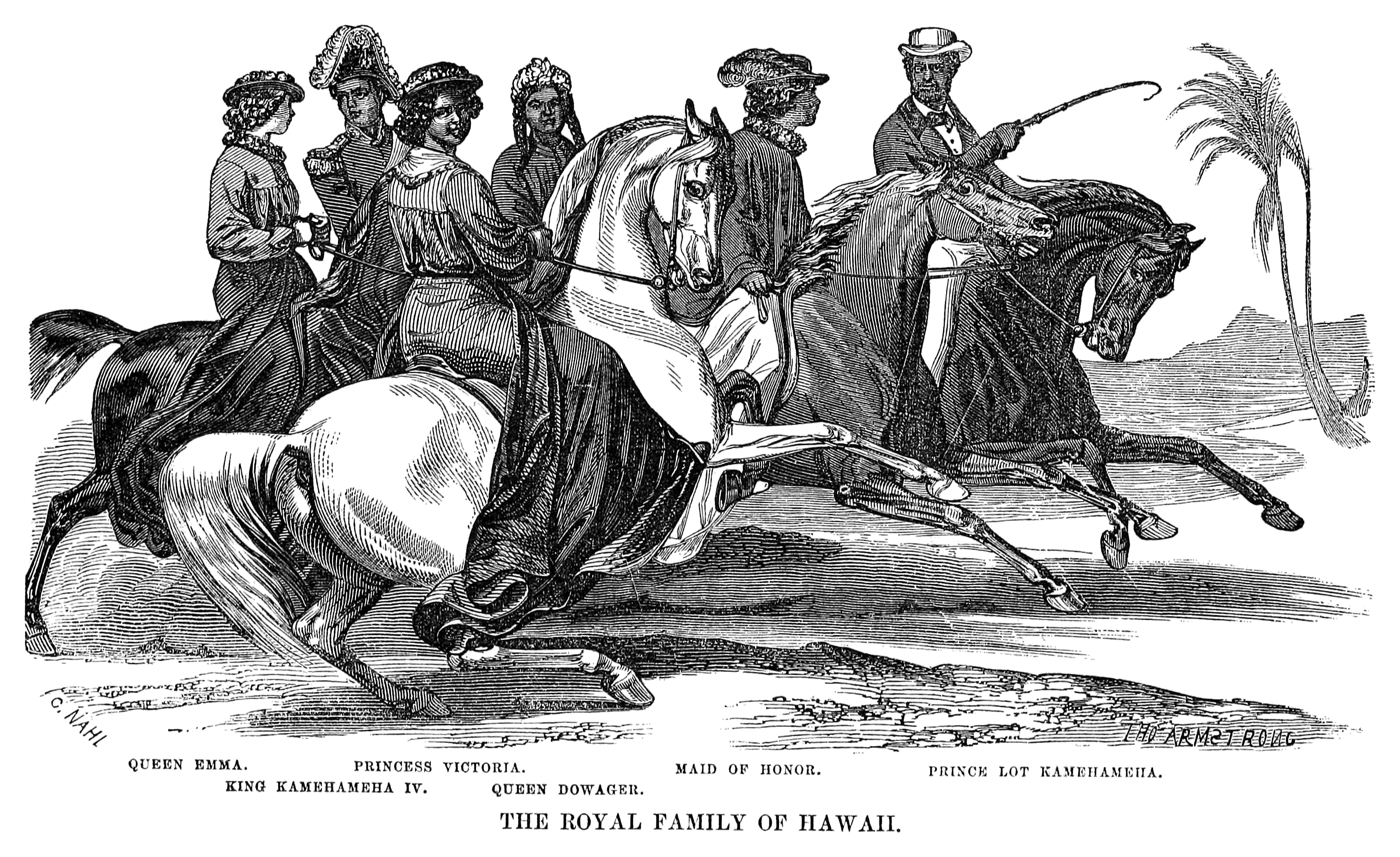
La famille royale d'Hawaï à cheval, 1856.

Malgré les réformes constitutionnelles entreprises par son oncle, Kamehameha IV, tout en préservant les lois constitutionnelles, renforce son pouvoir et l'influence de la monarchie dans les affaires. En plus de cela, le caractère autoritaire et colérique du roi n'arrange rien. Le 11 septembre 1859, le roi tira sur Henry Neilson, son secrétaire et l'un de ses amis les plus proches. Le roi avait entendu une rumeur selon laquelle Neilson avait une liaison avec la reine Emma et après avoir bu abondamment a tiré sur son ami dans la poitrine. À la suite de ce coup de feu, le roi s'excusa auprès de Neilson et lui accorde l'usage d'une de ses résidences royales pour le reste de sa vie. Par la suite, il a envisagé aussi d'abdiquer son trône, avant d'être convaincu de ne pas le faire par Wyllie.
En 1860, Wyllie organise un bal costumé. Même l'évêque catholique est venu, habillé en évêque. Le père de Kamehameha IV, Kekūanāoa, est venu en tenue écossaise, la musique était assurée par des musiciens allemands et la nourriture par un chef français. Emma est venue en tant que déesse de la terre. Les missionnaires américains conservateurs désapprouvèrent ce spectacle, surtout les danses.

### Résistance face aux Américains
Au moment de l'accession au trône de Kamehameha IV, la population américaine des îles hawaïennes continue de croître et d'exercer une pression économique et politique sur le royaume. Les producteurs de sucre, en particulier, ont poussé à l'annexion par les États-Unis afin de bénéficier d'un libre-échange avec les Américains. Le roi s'inquiétait que les États-Unis entreprennent une démarche visant à conquérir sa nation à travers un traité d'annexion. Il a correctement estimé que l'annexion signifierait la fin de la monarchie et du peuple hawaïen.

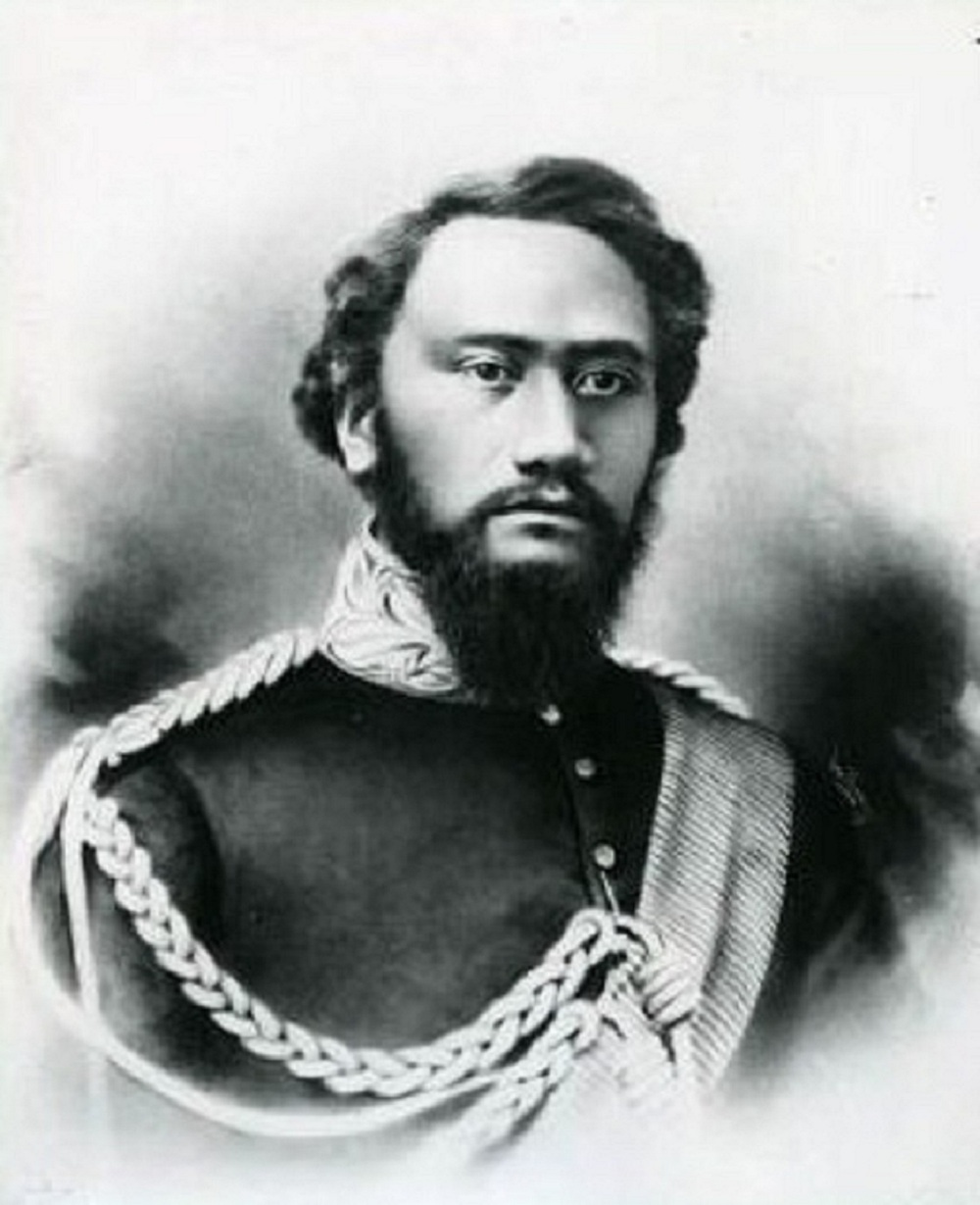
Photographie du roi, par J. J. Williams.

Kamehameha IV voulait plutôt un traité de réciprocité, impliquant le commerce et les taxes, entre les États-Unis et Hawaï. Il n'a pas réussi, car les propriétaires de plantations de canne à sucre dans le sud des États-Unis ont fortement fait pression contre le traité, craignant que la concurrence d'Hawaï ne nuise à leurs industries. Dans un effort pour équilibrer la quantité d'influence exercée par les intérêts américains, Kamehameha IV a initié une campagne pour limiter la dépendance d'Hawaï envers le marché américain. Il a cherché des accords avec les gouvernements britanniques et français.

## Mort et succession

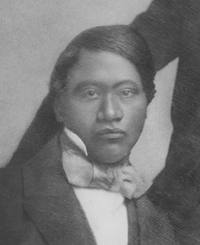
Le frère du roi, Kamehameha V, qui lui succèdera.

Kamehameha IV mourut d' asthme chronique le 30 novembre 1863, et fut remplacé par son frère, qui prit le nom de Kamehameha V. Lors de ses funérailles, huit cents enfants et enseignants ont marché pour lui dire au revoir. Il a été enterré avec son fils au mausolée royal d'Hawaï le 3 février 1864.
Après son décès, la reine Emma est restée active en politique. Avec la fin de la dynastie Kamehameha et la mort du roi Lunalilo sans héritier, la reine Emma a présenté sans succès sa candidature pour devenir le souverain légitime d'Hawaï, en opposition au cousin de son défunt mari, le prince David Kalakaua. C'est finalement ce dernier qui obtient la confiance de la législature devenant ainsi le nouveau roi d'Hawaï.

## Ascendance
|  |                                           |  |  |  |  |  |  |  |  |  |  |  |  |  |  |  |
|  | 16. Uluʻehu de Molokaʻi y Lānaʻi          |  |  |  |  |  |  |  |  |  |  |  |  |  |  |  |
|  |                                           |  |  |  |  |  |  |  |  |  |  |  |  |  |  |  |
|  |                                           |  |  |  |  |  |  |  |  |  |  |  |  |  |  |  |
|  | 8. Kuʻimeheua                             |  |  |  |  |  |  |  |  |  |  |  |  |  |  |  |
|  |                                           |  |  |  |  |  |  |  |  |  |  |  |  |  |  |  |
|  |                                           |  |  |  |  |  |  |  |  |  |  |  |  |  |  |  |
|  | 17. Kalaniomaiheuila de Maui              |  |  |  |  |  |  |  |  |  |  |  |  |  |  |  |
|  |                                           |  |  |  |  |  |  |  |  |  |  |  |  |  |  |  |
|  |                                           |  |  |  |  |  |  |  |  |  |  |  |  |  |  |  |
|  | 4. Malailua Nahiʻolea                     |  |  |  |  |  |  |  |  |  |  |  |  |  |  |  |
|  |                                           |  |  |  |  |  |  |  |  |  |  |  |  |  |  |  |
|  |                                           |  |  |  |  |  |  |  |  |  |  |  |  |  |  |  |
|  | 18. Roi ʻIkanaka d'Hilo                   |  |  |  |  |  |  |  |  |  |  |  |  |  |  |  |
|  |                                           |  |  |  |  |  |  |  |  |  |  |  |  |  |  |  |
|  |                                           |  |  |  |  |  |  |  |  |  |  |  |  |  |  |  |
|  | 9. Princesse Kaupekamoku d'Hilo           |  |  |  |  |  |  |  |  |  |  |  |  |  |  |  |
|  |                                           |  |  |  |  |  |  |  |  |  |  |  |  |  |  |  |
|  |                                           |  |  |  |  |  |  |  |  |  |  |  |  |  |  |  |
|  | 19. Aliʻi Nui Kaʻoulikoʻokeaokalani       |  |  |  |  |  |  |  |  |  |  |  |  |  |  |  |
|  |                                           |  |  |  |  |  |  |  |  |  |  |  |  |  |  |  |
|  |                                           |  |  |  |  |  |  |  |  |  |  |  |  |  |  |  |
|  | 2. Mataio Kekūanāoa                       |  |  |  |  |  |  |  |  |  |  |  |  |  |  |  |
|  |                                           |  |  |  |  |  |  |  |  |  |  |  |  |  |  |  |
|  |                                           |  |  |  |  |  |  |  |  |  |  |  |  |  |  |  |
|  | 20.                                       |  |  |  |  |  |  |  |  |  |  |  |  |  |  |  |
|  |                                           |  |  |  |  |  |  |  |  |  |  |  |  |  |  |  |
|  |                                           |  |  |  |  |  |  |  |  |  |  |  |  |  |  |  |
|  | 10. Pupuka d'Ewa                          |  |  |  |  |  |  |  |  |  |  |  |  |  |  |  |
|  |                                           |  |  |  |  |  |  |  |  |  |  |  |  |  |  |  |
|  |                                           |  |  |  |  |  |  |  |  |  |  |  |  |  |  |  |
|  | 21.                                       |  |  |  |  |  |  |  |  |  |  |  |  |  |  |  |
|  |                                           |  |  |  |  |  |  |  |  |  |  |  |  |  |  |  |
|  |                                           |  |  |  |  |  |  |  |  |  |  |  |  |  |  |  |
|  | 5. Inaina                                 |  |  |  |  |  |  |  |  |  |  |  |  |  |  |  |
|  |                                           |  |  |  |  |  |  |  |  |  |  |  |  |  |  |  |
|  |                                           |  |  |  |  |  |  |  |  |  |  |  |  |  |  |  |
|  | 22.                                       |  |  |  |  |  |  |  |  |  |  |  |  |  |  |  |
|  |                                           |  |  |  |  |  |  |  |  |  |  |  |  |  |  |  |
|  |                                           |  |  |  |  |  |  |  |  |  |  |  |  |  |  |  |
|  | 11.                                       |  |  |  |  |  |  |  |  |  |  |  |  |  |  |  |
|  |                                           |  |  |  |  |  |  |  |  |  |  |  |  |  |  |  |
|  |                                           |  |  |  |  |  |  |  |  |  |  |  |  |  |  |  |
|  | 23.                                       |  |  |  |  |  |  |  |  |  |  |  |  |  |  |  |
|  |                                           |  |  |  |  |  |  |  |  |  |  |  |  |  |  |  |
|  |                                           |  |  |  |  |  |  |  |  |  |  |  |  |  |  |  |
|  | 1. Kamehameha IV d'Hawaï                  |  |  |  |  |  |  |  |  |  |  |  |  |  |  |  |
|  |                                           |  |  |  |  |  |  |  |  |  |  |  |  |  |  |  |
|  |                                           |  |  |  |  |  |  |  |  |  |  |  |  |  |  |  |
|  | 24. Prince Kalanikeʻeaumoku               |  |  |  |  |  |  |  |  |  |  |  |  |  |  |  |
|  |                                           |  |  |  |  |  |  |  |  |  |  |  |  |  |  |  |
|  |                                           |  |  |  |  |  |  |  |  |  |  |  |  |  |  |  |
|  | 12. Keōua                                 |  |  |  |  |  |  |  |  |  |  |  |  |  |  |  |
|  |                                           |  |  |  |  |  |  |  |  |  |  |  |  |  |  |  |
|  |                                           |  |  |  |  |  |  |  |  |  |  |  |  |  |  |  |
|  | 25. Kamakaimoku                           |  |  |  |  |  |  |  |  |  |  |  |  |  |  |  |
|  |                                           |  |  |  |  |  |  |  |  |  |  |  |  |  |  |  |
|  |                                           |  |  |  |  |  |  |  |  |  |  |  |  |  |  |  |
|  | 6. Kamehameha I d'Hawaï                   |  |  |  |  |  |  |  |  |  |  |  |  |  |  |  |
|  |                                           |  |  |  |  |  |  |  |  |  |  |  |  |  |  |  |
|  |                                           |  |  |  |  |  |  |  |  |  |  |  |  |  |  |  |
|  | 26. Haʻae-a-Mahi de Kohala                |  |  |  |  |  |  |  |  |  |  |  |  |  |  |  |
|  |                                           |  |  |  |  |  |  |  |  |  |  |  |  |  |  |  |
|  |                                           |  |  |  |  |  |  |  |  |  |  |  |  |  |  |  |
|  | 13. Kekuʻiapoiwa                          |  |  |  |  |  |  |  |  |  |  |  |  |  |  |  |
|  |                                           |  |  |  |  |  |  |  |  |  |  |  |  |  |  |  |
|  |                                           |  |  |  |  |  |  |  |  |  |  |  |  |  |  |  |
|  | 27. Princesse Kekelakekeokalani-a-Keawe   |  |  |  |  |  |  |  |  |  |  |  |  |  |  |  |
|  |                                           |  |  |  |  |  |  |  |  |  |  |  |  |  |  |  |
|  |                                           |  |  |  |  |  |  |  |  |  |  |  |  |  |  |  |
|  | 3. Elisabeta Kinau                        |  |  |  |  |  |  |  |  |  |  |  |  |  |  |  |
|  |                                           |  |  |  |  |  |  |  |  |  |  |  |  |  |  |  |
|  |                                           |  |  |  |  |  |  |  |  |  |  |  |  |  |  |  |
|  | 28. Keawepoepoe de Kauaʻi                 |  |  |  |  |  |  |  |  |  |  |  |  |  |  |  |
|  |                                           |  |  |  |  |  |  |  |  |  |  |  |  |  |  |  |
|  |                                           |  |  |  |  |  |  |  |  |  |  |  |  |  |  |  |
|  | 14. Keeaumoku Pāpaiahiahi                 |  |  |  |  |  |  |  |  |  |  |  |  |  |  |  |
|  |                                           |  |  |  |  |  |  |  |  |  |  |  |  |  |  |  |
|  |                                           |  |  |  |  |  |  |  |  |  |  |  |  |  |  |  |
|  | 29. Aliʻi Nui Kūmaʻaikū                   |  |  |  |  |  |  |  |  |  |  |  |  |  |  |  |
|  |                                           |  |  |  |  |  |  |  |  |  |  |  |  |  |  |  |
|  |                                           |  |  |  |  |  |  |  |  |  |  |  |  |  |  |  |
|  | 7. Kalākua Kaheiheimālie                  |  |  |  |  |  |  |  |  |  |  |  |  |  |  |  |
|  |                                           |  |  |  |  |  |  |  |  |  |  |  |  |  |  |  |
|  |                                           |  |  |  |  |  |  |  |  |  |  |  |  |  |  |  |
|  | 30. Aliʻi Nui Kekaulikenuiahumanu de Maui |  |  |  |  |  |  |  |  |  |  |  |  |  |  |  |
|  |                                           |  |  |  |  |  |  |  |  |  |  |  |  |  |  |  |
|  |                                           |  |  |  |  |  |  |  |  |  |  |  |  |  |  |  |
|  | 15. Nāmāhāna-i-Kaleleokalani              |  |  |  |  |  |  |  |  |  |  |  |  |  |  |  |
|  |                                           |  |  |  |  |  |  |  |  |  |  |  |  |  |  |  |
|  |                                           |  |  |  |  |  |  |  |  |  |  |  |  |  |  |  |
|  | 31. Aliʻi Nui Haʻaloʻu de Kohala          |  |  |  |  |  |  |  |  |  |  |  |  |  |  |  |
|  |                                           |  |  |  |  |  |  |  |  |  |  |  |  |  |  |  |
|  |                                           |  |  |  |  |  |  |  |  |  |  |  |  |  |  |  |